# Lift to Experience
Lift to Experience est un groupe américain de rock, originaire de  Denton, au Texas. Le groupe ne sort qu'un seul album studio, The Texas-Jerusalem Crossroads (2001), qui est acclamé par la critique, et fait l'objet d'un véritable culte.

## Histoire
Le groupe est formé en 1996 avec le chanteur et guitariste Josh T. Pearson, le batteur Andy « The Boy » Young et le bassiste Josh « The Bear » Browning,.
Alors que le groupe se produit au festival South by Southwest en 2000, il impressionne tellement Simon Raymonde et Robin Guthrie que le duo décide de le signer sur son label, Bella Union, le jour même.
En juin 2016, Lift to Experience donne un concert de retrouvailles au Royal Festival Hall de Londres dans le cadre du Meltdown Festival, organisé par Guy Garvey. Il est précédé de trois concerts de préparation au Texas.
Après la sortie de Last of the Country Gentlemen de Josh T. Pearson, le groupe sort une toute nouvelle édition de The Texas-Jerusalem Crossroads chez Mute Records, en février 2017, les enregistrements originaux sur bande sont remixés par le groupe et Matt Pence dans le studio d'origine où ils avaient été réalisés 15 ans auparavant - « remixant l'album comme il aurait dû être mixé à l'origine. Comme Dieu l'a voulu ».
Lift to Experience se produit au Green Man Festival au Pays de Galles en août 2017.

## Discographie
- 1997 : Lift To Experience (EP)
- 2000 : Callin' Out to Jesus in the Middle of the Night (split avec The Autumns (White Nights))
- 2001 : The Texas-Jerusalem Crossroads (double album)
- 2001 : These Are the Days (CD single)
- 2017 : The Texas-Jerusalem Crossroads 15th Anniversary Edition  (double album)